# Московский международный кубок
Московский международный кубок (англ. Moscow International Beach Soccer Cup) — турнир по пляжному футболу среди мужских клубных команд, разыгрываемый в Москве. Впервые турнир был провёдн в 2022 году.
Участниками кубка являются 8 команд из разных стран. Первым победителем стал московский ЦСКА, а вторым — «Локомотив». Действующим победителем является бразильский «Коринтианс».
Первые два турнира проходили на стадионе ЦСКА Арена, а 2024 году соревнование состоялось на территории спортивного комплекса «РЖД Арена».

## История
Турнир был основан в 2022 году. Ранее в России прошли три розыгрыша клубного мундиалито, но после российского вторжения на Украины и введённых санкций в отношении РФ Всемирная организация пляжного футбола решила не проводить мундиалито в Москве, а российские функционеры учредили собственный турнир. Организаторами нового соревнования стали Департамент спорта Москвы и коммуникационная группа «Событие». Главным спонсором выступила компания «Российские железные дороги». Руководителем оргкомитета являлся Михаил Стручков.
Участниками первого розыгрыша были 8 команд из 5 различных стран (Белоруссия, Россия, Иран, Казахстан, Сейшельские Острова). Команда из Сейшельских Островов была сформирована специально для участия в турнире Сейшельской футбольной федерацией по просьбе организаторов. За неё выступили 8 сейшельцев и три россиянина. Победителем турнира стал московский ЦСКА, обыгравший в финале «Локомотив».
Второй турнир был приурочен к празднованию столетия московского спорта. В финал состязаний вновь вышли ЦСКА и «Локомотив», но на этот раз сильнее были «железнодорожники» (2:2 основное время, 5:3 по пенальти).

## Результаты
| Сезон | Уч. | Призёры    | Призёры   | Призёры    | Призёры     |
| Сезон | Уч. | Победитель | 2-е место | 3-е место  | 4-е место   |
| ----- | --- | ---------- | --------- | ---------- | ----------- |
| 2022  | 8   | ЦСКА       | Локомотив | Спартак    | ЦОР-Masita  |
| 2023  | 8   | Локомотив  | ЦСКА      | Спартак    | Брест-Волга |
| 2024  | 8   | Коринтианс | Локомотив | Аль-Амерат | Йофф        |

## Лучшие игроки
| Сезон | Лучший игрок            | Лучший вратарь                 | Лучший бомбардир                       |
| ----- | ----------------------- | ------------------------------ | -------------------------------------- |
| 2022  | Евгений Новиков (ЦСКА)  | Элиотт Монод (ЦСКА)            | Эду Суарес (ЦСКА)                      |
| 2023  | Алексей Макаров (ЦСКА)  | Станислав Кошарный (Локомотив) | Олег Гапон (ЦОР) Диане Мандионе (Йофф) |
| 2024  | Матеусиньо (Коринтианс) | Шинья Шибамото (Коринтианс)    | Фёдор Земсков (Локомотив)              |